# FAW-Volkswagen

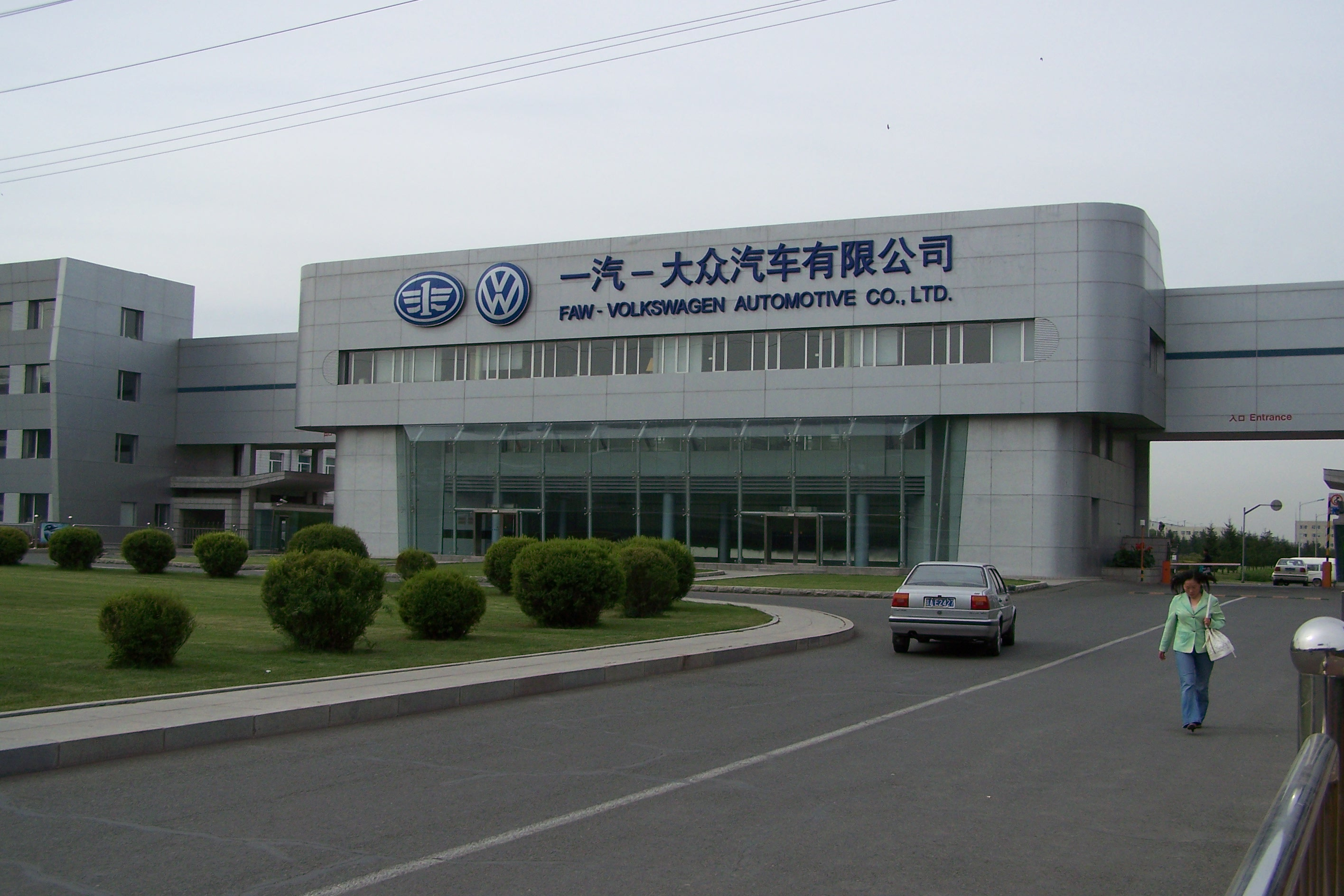
Ein Gebäude des Unternehmens

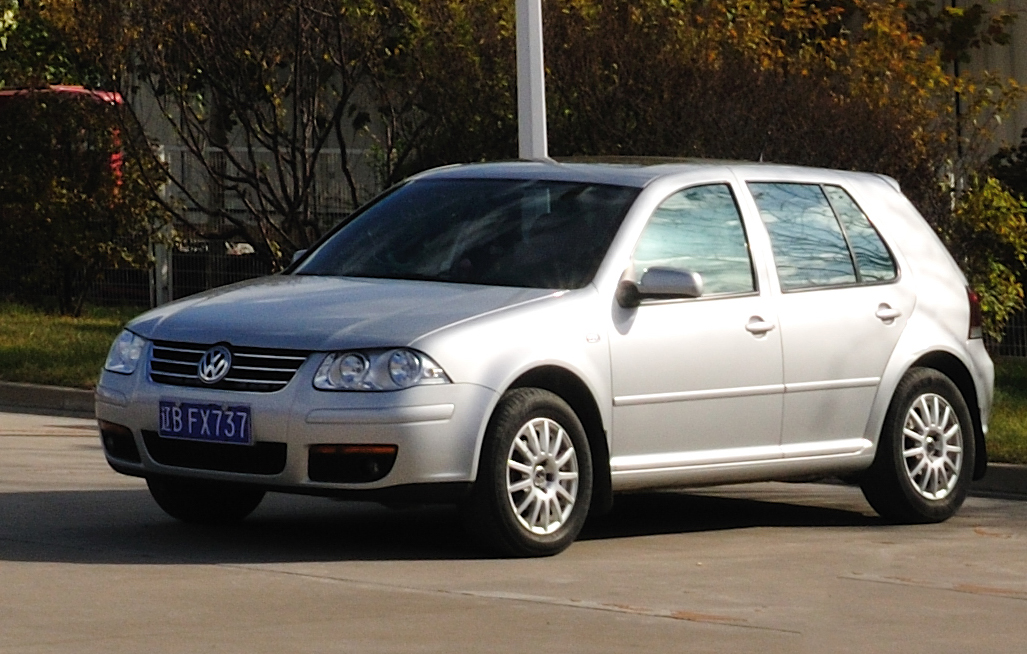
VW Bora HS

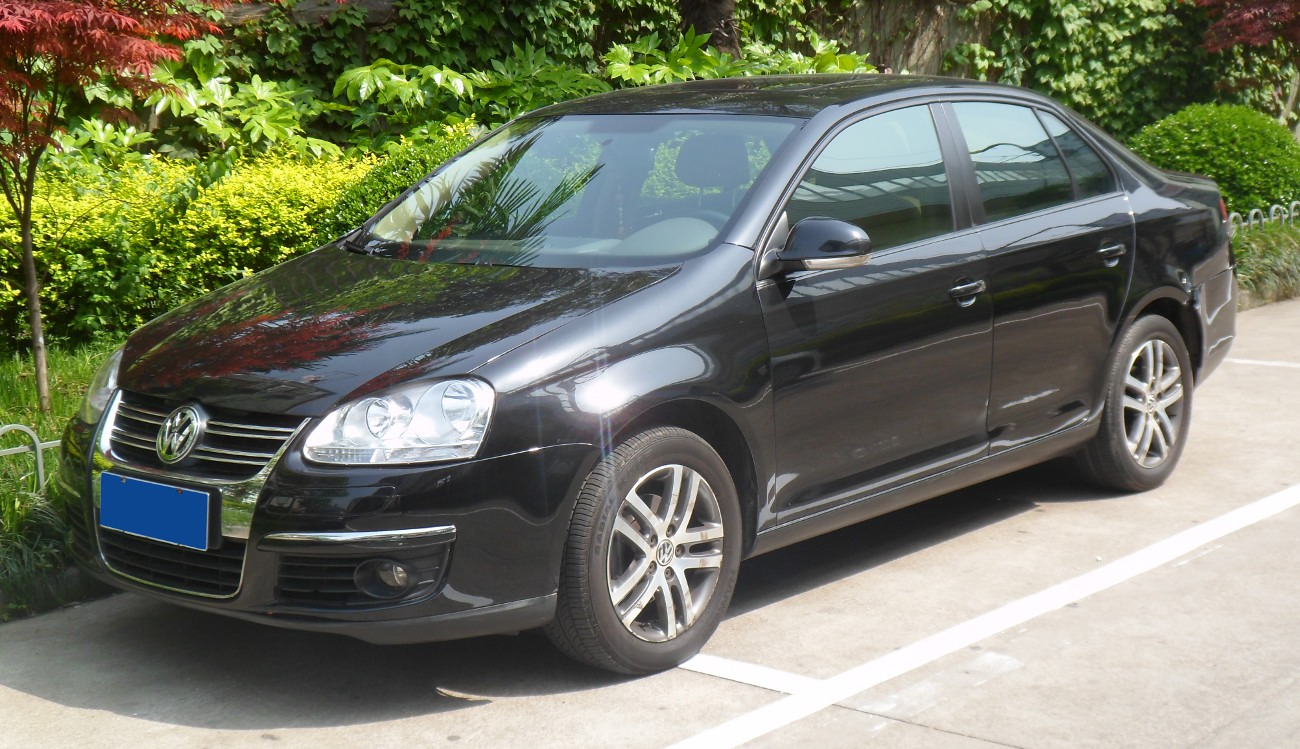
VW Sagitar

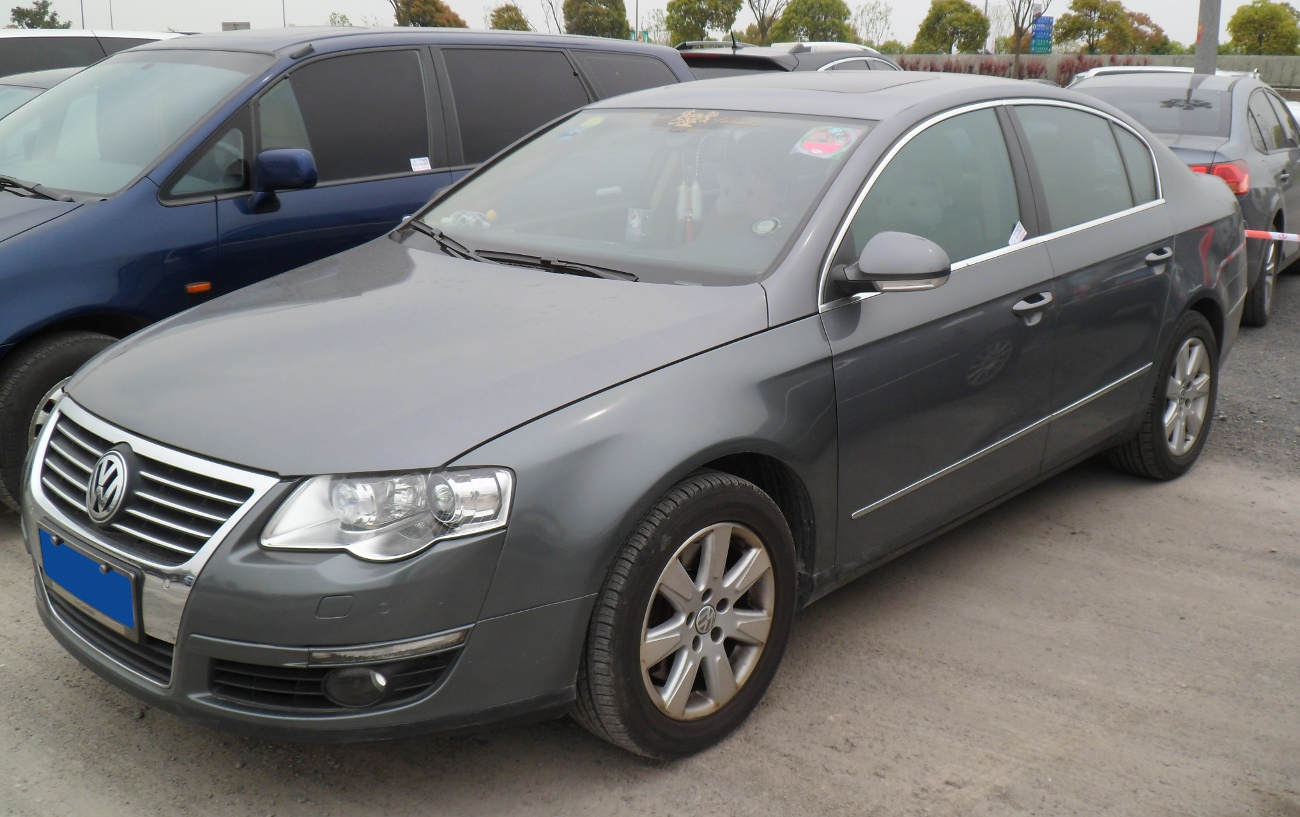
VW Magotan

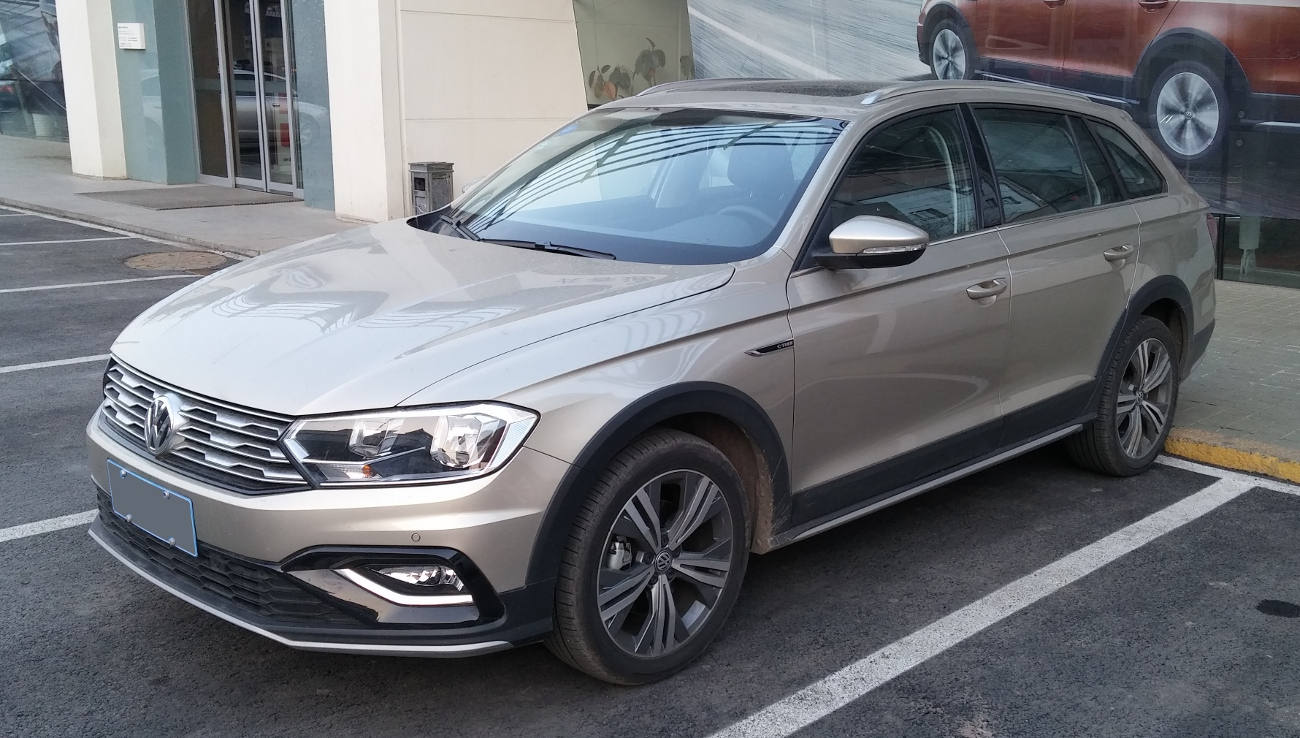
VW C-Trek

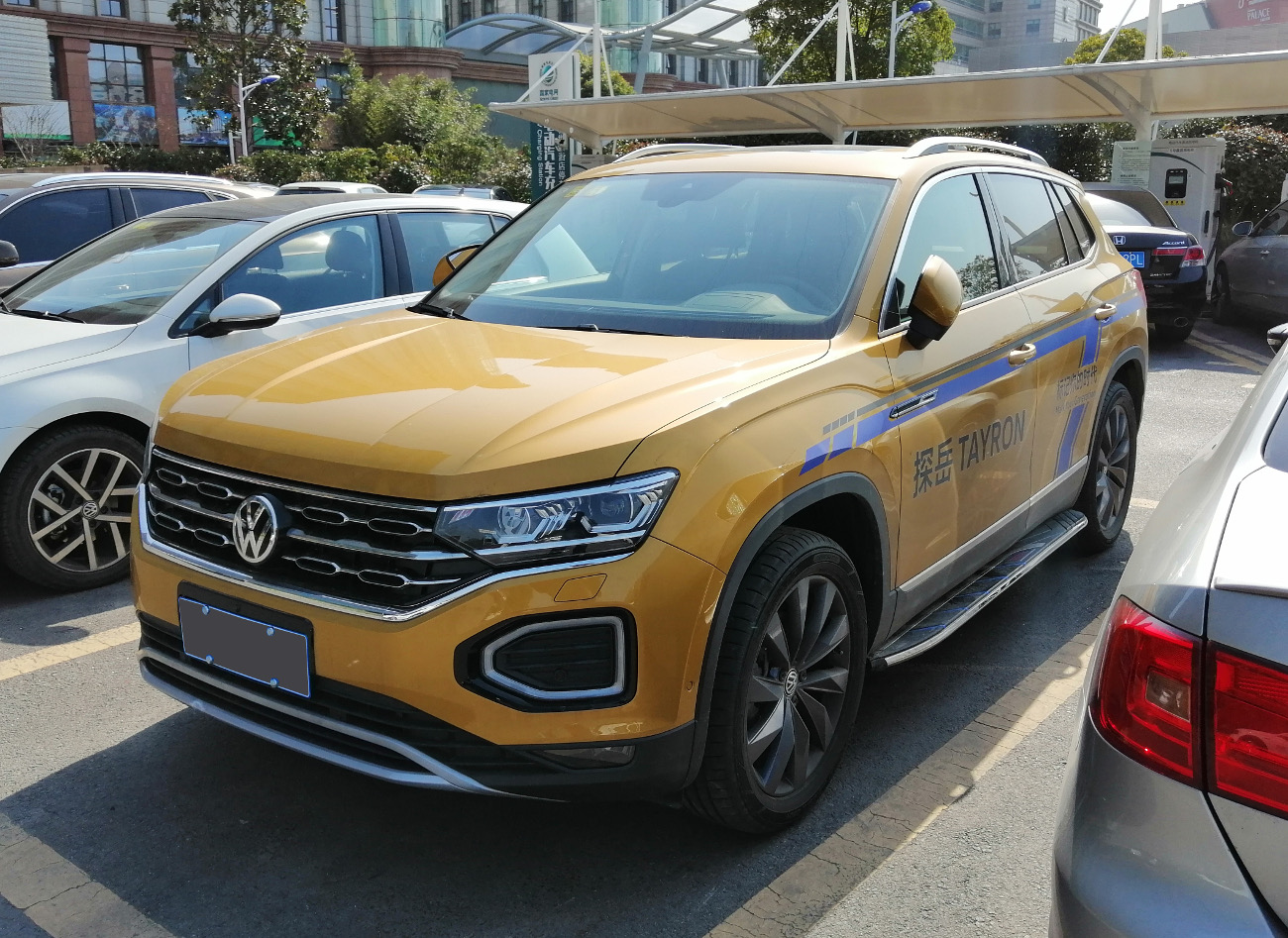
VW Tayron

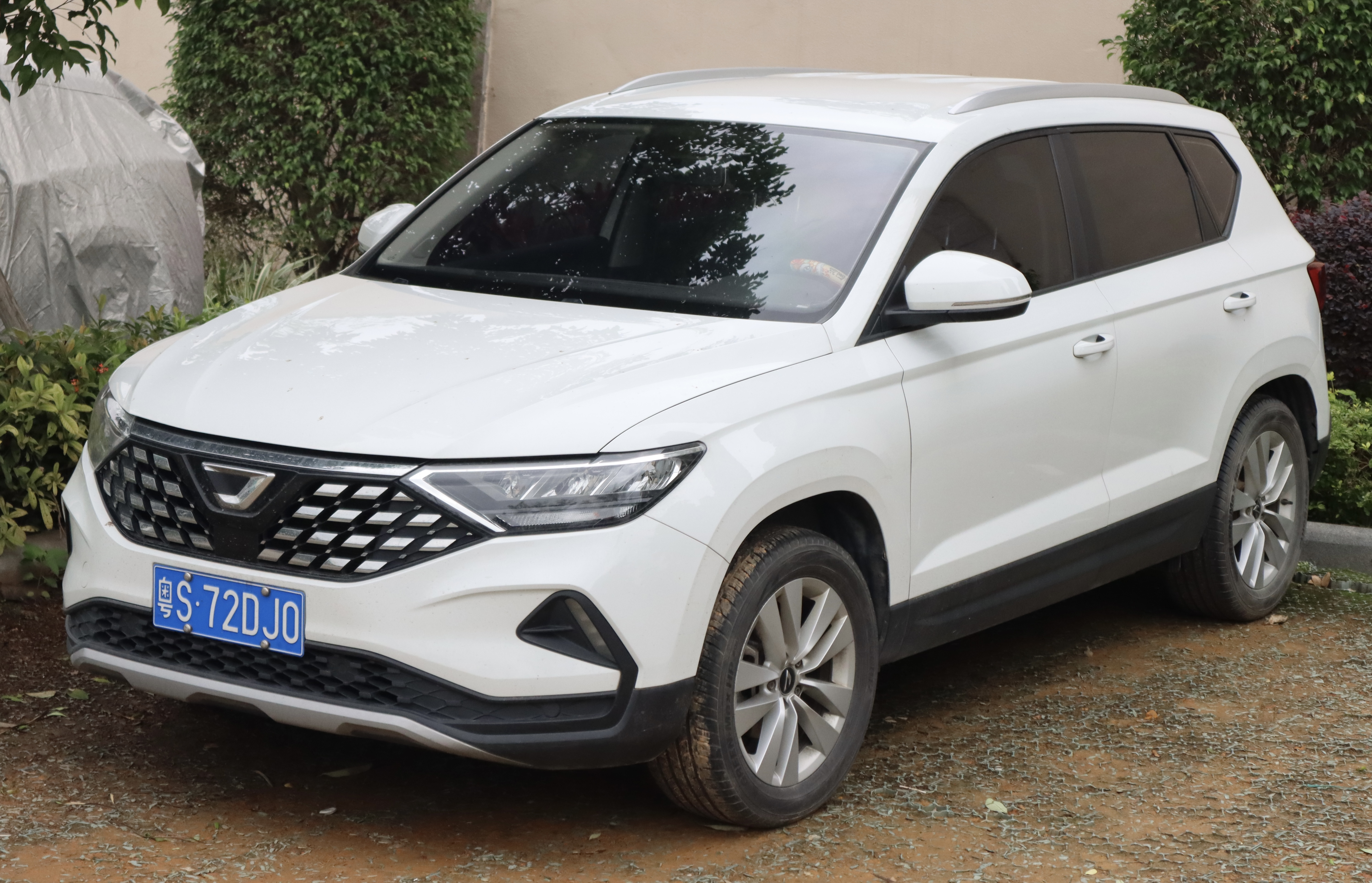
Jetta VS5

FAW-Volkswagen Automotive Co., Ltd. ist ein Unternehmen der Automobilindustrie aus der Volksrepublik China.

## Beschreibung
Das Unternehmen wurde am 6. Februar 1991 gegründet. Der Sitz ist in Changchun. Beteiligt sind China FAW Group, Volkswagen AG, die Audi AG und Volkswagen (China) Investment. Eine andere Quelle nennt nur FAW mit 60 %, VW mit 30 % und Audi mit 10 % der Anteile. Das Unternehmen stellt Automobile her. Vermarktet werden sie unter den international genutzten Markennamen VW und Audi. Es ist auch FAW-VW sowie ab Mai 2006 FAW Audi überliefert. 2019 kam die Eigenmarke Jetta dazu. Seit Juli 2007 gibt es ein weiteres Produktionswerk in Chengdu. 2008 waren 8844 Personen beschäftigt. Im Rahmen der 2024 sinkenden Nachfrage nach Verbrennerfahrzeugen und der damit verbundenen Automobilkrise stehen verschiedene Werke zur Diskussion. Im September 2024 wurde bekannt, dass VW und SAIC planen, ihr Werk in Nanjing zu schließen.
Volkswagen betreibt außerdem zusammen mit SAIC Motor das Gemeinschaftsunternehmen SAIC Volkswagen. Als Grund für diese Strategie gelten die regionalen Unterschiede, die zwischen Peking und Shanghai vorzufinden sind. So fokussiert sich FAW-Volkswagen auf den Pekinger Markt im Norden, wo leistungs- und prestigeorientierte Kunden vorzufinden sind, während sich SAIC Volkswagen auf fun- und lifestyleorientierte Kundensegmente, die eher auf dem Shanghaier Markt im Süden anzutreffen sind, konzentriert. Dennoch muss erwähnt werden, dass einige Baureihen von beiden Herstellern nur unter anderen Modellbezeichnungen angeboten werden. Zu nennen sind beispielsweise VW Bora oder VW Tacqua von FAW-Volkswagen und äquivalent dazu VW Lavida Plus oder VW T-Cross von SAIC Volkswagen.

## Fahrzeuge nach Markennamen

### VW
Ab Dezember 1991 wurde der Jetta montiert. Eine andere Quelle gibt den exakten Typ Jetta II und die Bauzeit vom 5. Dezember 1991 bis Dezember 2001 an.
Im Februar 1998 folgte der Jetta Wang, der im März 2004 und Oktober 2005 überarbeitet wurde.
Im August 2001 erschien der Bora, der im Juli 2006 überarbeitet wurde.
Im April oder Mai 2003 ergänzte der Golf IV das Sortiment.
Im Januar 2005 folgte der Caddy, der bis 2008 hergestellt wurde.
Im April 2006 wurde mit dem Sagitar eine Limousine mit einem eigenständigen Modellnamen präsentiert, die das chinesische Äquivalent zu Jetta/Bora darstellte.
Im Juni 2007 ergänzte der Magotan auf Basis des Passat B6 das Sortiment.
Zwischen November 2007 und April 2008 wurde der VW Bora HS Hatchback hergestellt.
2008 erschien ein weiterer VW Bora mit Stufenheck.
2020 besteht das Sortiment aus Bora, C-Trek, CC, Golf VIII, Golf GTI, Golf Sportsvan, ID.4 Crozz, Jetta, Magotan, Sagitar, Tacqua, T-Roc, Tayron und Tayron X.

### Audi
Die ersten Audi Fahrzeuge wurden bereits 1989 in Changchun teilmontiert, später kam dann der  Karosseriebau, die Lackiererei und Endmontage dazu. Die Linien waren als „Carplant II“ in FAW integriert.
Ab Mai 1996 wurde der Audi 200 montiert. Eine andere Quelle gibt die Bauzeit für dieses Modell mit Mai 1996 bis 1999 an.
Im September 1999 folgte der Audi A6.
Im April 2003 erschien der Audi A4, der 2005 überarbeitet wurde.
Im Mai 2005 ersetzte der Audi A6L den A6.
Für das Modelljahr 2020 sind A4, A4L, A6 und A6L überliefert.

### Jetta
2019 erschienen VA3 und VS5. 2020 folgte der VS7, 2024 der VA7 und 2025 der VS8.

## Zulassungszahlen
2000 wurden 94.147 VW-Fahrzeuge dieses Herstellers in China zugelassen. In den vier Folgejahren waren es 102.871, 158.654, 239.129 und 228.010.
Zwischen 2016 und 2019 wurden jährlich mehr als 3 Millionen VW in China zugelassen, allerdings stammt davon nur ein Teil von FAW-Volkswagen.
Für Audi lauten die Zahlen 15.858, 31.022, 32.041, 63.217 und 59.109 für die Jahre von 2000 bis 2004.
Eine andere Quelle gibt für Audi für die Jahre von 2003 bis 2019 an: 61.276, 62.017, 55.735, 78.946, 94.905, 105.836, 146.998, 204.067, 257.520, 328.700, 411.730, 513.000, 509.998, 536.289, 549.117, 620.300 und 620.001.
Von der Marke Jetta wurden zwischen September und Dezember 2019 49.089 Fahrzeuge in China zugelassen.

## Kritik
Der chinesische Autobauer verwendet vertragswidrig Patente und Konstruktionsunterlagen von VW, um damit für die eigene Sparte Motoren und Getriebe zu bauen. Diese Fahrzeuge werden auch in Ländern verkauft, in denen VW als Wettbewerber auftritt. Als der Leiharbeiter Fu Tianbo 2017 für gleiche Löhne wie Festanstellung demonstrierte, nahm ihn die Polizei fest und er verschwand.